# Boliwia na Letnich Igrzyskach Olimpijskich 1996
Boliwię na Letnich Igrzyskach Olimpijskich 1996 reprezentowało 8 zawodników, 6 mężczyzn i 2 kobiety.

## Kolarstwo
Mężczyźni
- Claus Martínez
  - Sprint – odpadł w eliminacjach

## Lekkoatletyka
Mężczyźni
- Jorge Castellón
  - Bieg na 100 m – odpadł w pierwszej rundzie eliminacyjnej

- Policarpio Calizaya
  - Maraton – 91. miejsce

Kobiety
- Geovanna Irusta
  - Chód na 10 km – 34. miejsce

## Pływanie
Mężczyźni
- David Pereyra
  - 100 m stylem motylkowym – 58. miejsce

Kobiety
- Ximena Escalera
  - 100 m stylem klasycznym – 35. miejsce

## Skoki do wody
Mężczyźni
- Tony Iglesias
  - Trampolina 3 m – 27. miejsce
  - Platforma 10 m – 30. miejsce

## Szermierka
Mężczyźni
- Miguel Robles
  - Szabla indywidualnie – 40. miejsce